# Antun Šimčik
Anutun Šimčik (Zářičí u Chyropyně kod Kroměříža, 27. siječnja 1893. – Zagreb, 27. rujna 1970.) bio je hrvatski filolog, arhivist, knjižničar, leksikograf, jezikoslovac, slavističar, kroatist, latinist, romanist, prevoditelj, etnograf, novinar i književnik češkog podrijetla.

## Životopis

### Mladost i obrazovanje
Rođen je 27. siječnja 1893. u malom mjestu Zářičí u Chyropyně kod Kroměříža, u povijesnoj pokrajini Moravskoj. Kada mu je bilo tri godine, roditelji su mu se preselili u Ivanovčane kod Bjelovara. Tamo je odrastao i pohađao osnovnu školu i živio do kraja niže gimnazije, nakon čega se 1906. preselio u Zagreb. Sudjelovao je u Prvom svjetskom ratu boreći se u Bosni i Južnom Tirolu, u redovima Austro-ugarske vojske.
Završetkom Prvog svjetskog rata, 1919. konačno završava Klasičnu gimnaziju te 1924. upisuje slavistiku, romanistiku i latinski jezik na Filozofskom fakultetu Sveučilišta u Zagrebu te se zaposlio kao pomoćni knjižničar i arhivar u Jugoslavenskoj akademiji znanosti i umjetnosti. Sva tri smjera diplomirao je tijekom 1928., a i nakon studija je sve do 1943. godine radio kao arhivar.

### Leksikografsko-izdavački rad
Tijekom Drugog svjetskog rata, Šimčik je radio u Hrvatskom izdavačkom bibliografskom zavodu na izradi Hrvatske enciklopedije i drugih leksikogarfskih i enciklopedističkih izdanja pod vodstvom dr. Mate Ujevića. Nakon rata radio je u Nakladnom zavodu Hrvatske. Kao ni tadašnji djelatnici Petar Bakula, Sida Košutić, Valentin Putanec, Nikola Šop i Novak Simić, nije htio staviti potpis da se zagrebačkom nadbiskupu blženom Alojziju Stepincu dosudi najstroža kazna. Zbog toga je bio meta jugokomunističkih vlasti, koje nisu mogle opovrgnuti njegov znanstveni, kulturni i književni rad. Iako je dobio otkaz u Nakladnom zavodu, ponovno se zaposlio u JAZU-u (danas HAZU-u) te od 1949. u državnom poduzeću »Zora«.
Osim Hrvatske enciklopedije, surađivao je i na izradi Rječnika hrvatskoga jezika, Rječniku stranih riječi, Rječniku hrvatskoga jezika (JAZU) i Enciklopediji Jugoslavije.

### Književno stvaralaštvo
Na poticaj Josipa Andrića poečtkom 1921. započeo je pisati u katoličkom časopisu »Narodna politika«, gdje se potpisivao pod pseudonimom Vuk Koprivica. Nakon toga objavljivao je članke, studije i rasprave u brojnim hrvatskim periodičkim izdanjima; dnevnicima »Obzoru« i »Hrvatskoj straži«, časopisima »Glasnik Zemaljskog muzeja u BiH«, »Novom Beharu«, »Hrvatskoj reviji«, »Jeziku«, »Zborniku za narodni život i običaje JAZU« i »Narodnoj starini«. Svoje članke objavljivao je i u katoličkim kalendarima »Danici« i »Napretku«, almanahu »Selu i gradu«, listovima »Obitelj«, »Hrvatskoj prosvjeti«, »Kršćanska škola«, »Katolički list«, »Seljačke novine« i drugima (poput »Nastavnog vjesnika«).
Prevodio je djela s francuskog, češkog, poljskog i slovačkog jezika. Najpoznatiji je njegov prijevod Sienkiewiczeva romana »Qou vadis?« u izdanju HKD-a sv. Jeronima. Također preveo je i »Anđelina i druge pripovijesti« Jozefa Cigera Hronskoga, »Božji put svete Brigite« Carla Gustafa Venera von heidenstama, »Kuća na obronku« Martina Kukučina, »Sanguis martyrium« Louisa Bertranda i djela »Komad šećera« Petera Jilemnickoga.

### Etnografski rad
U tridesetim godinama 20. stoljeća surađivao je s Domoljubnim muzejskim društvom iz Olomouca, za čiji je časopis pisao. Brojne etnografske radove objavio je u »Zborniku za narodni život i običaje Južnih Slavena«. Posebno se rado bavio proučavanjem narodnih izreka i anegdota. Tako je u muslimanskom časopisu »Novom beharu« objavio o tome brojne članke u rubrici »Male priče i dosjetke«, priredivši dva izdanja knjige »turske šale i katurske podvale« 1936. i 1939.
Objavio je i »Bunjevačke narodne poslovice« Blaška Rajića, koje je tisako u svojem Zborniku 1964.
Od siječnja 1932. do siječnja 1941. objavio je u »Hrvatskoj straži«, u rubrici »Jezične bilješke«, više od 200 kroatističkih članaka, često humoristički napisanih, većinom savjetodavnih i povijesno-onomastičkih, čime je tu rubriku učinio najdugovječnijom u hrvatskom novinarstvu. Svojim zalaganjem za čistoću hrvatskog jezika uspio je zasutaviti prodiranje nekih tuđica (posebno iz srpskog jezika) u hrvatski jezik.
Zanimljivo, za svoj iznimni rad nije dobio niti jednu jedinu nagradu.
Preminuo je u Zagrebu 27. rujna 1970. Pokopan je nekoliko dana kasnije na zagrebačkom groblju Mirogoju.